# Río Tiasquam
El río Tiasquam es un río de Massachusetts que discurre por el suroeste de la isla Martha's Vineyard. Tiene una extensión de 6 km.
El río nace en la parte este de Chilmark y fluye hacia el este y después hacia el sur hasta entrar a West Tisbury, donde se encuentra el estanque Tisbury Great Pond, cuyas aguas desembocan al sur de la isla en el Océano Atlántico.